# Yahoo! Mail
O Yahoo! Mail é um webmail do Yahoo! gratuito com espaço ilimitado e está disponível em vários idiomas. Não há necessidade de convite para a criação de uma conta. Alguns dos serviços oferecidos são: porta arquivos e fotos. É um dos serviços de webmail mais eficiente e simples. É um dos maiores provedores de e-mail, e atende a milhões de usuários. Entre os maiores concorrentes do Yahoo! estão Outlook.com, Gmail e AOL Mail.
Até três interfaces estavam disponíveis a qualquer momento. O "Yahoo! Mail Classic" preservou a disponibilidade de sua interface original de 1997 até julho de 2013 na América do Norte. Uma versão que foi concluída em 26 de agosto de 2005 incluía uma nova interface AJAX, pesquisa aprimorada, atalhos de teclado, preenchimento automático de endereços e guias. O desenvolvimento dessa nova interface começou em julho de 2004, embora outros protótipos tenham sido desenvolvidos anteriormente. Em outubro de 2010, o Yahoo! lançou uma versão beta do Yahoo! Mail, que incluiu melhorias no desempenho, pesquisa e integração com o Facebook. Em maio de 2011, esta se tornou a interface padrão. Sua interface atual foi introduzida em 2017.
O Yahoo! Mail foi lançado em 1997. Em dezembro de 2011, o Yahoo! Mail tinha 281 milhões de usuários, tornando-se o terceiro maior serviço de e-mail baseado na web do mundo, atrás somente do Gmail e do Outlook.com. Em 2012, continuava tendo o maior número de usuários nos Estados Unidos, embora estava em estreita competição com o Gmail e o Outlook.com. Desde 2015, ele também suporta o gerenciamento de contas de e-mail que não são do Yahoo e analisa o conteúdo dos e-mails de seus usuários e, quando encontra determinadas cadeias de caracteres, encaminha as mensagens para a NSA e para o FBI.
A partir de 19 de junho de 2008, devido a escassez de nomes utilizados em endereços de webmail, já que o Yahoo! Mail têm mais 200 milhões de contas criadas, o Yahoo! Mail passou a ser oferecido, como alternativas, aos usuários em geral também (além do tradicional @yahoo.com ou @yahoo.com.br) com os domínios Ymail (seunome@ymail.com) e RocketMail (seunome@rocketmail.com).
O registro com domínio Ymail está sendo liberado paulatinamente aos países.
RocketMail é o nome de uma antiga empresa adquirida pelo Yahoo! há cerca de onze anos.